# 失蹤少女名單
《失蹤少女名單》（英語：Gone）是一部2012年的美國驚懍片，由巴西籍導演希特·達尼亞執導。

## 劇情
吉兒(亞曼達賽佛瑞 飾)在森林中四處探查，似有所為。但她回家後，妹妹茉莉並不贊成她的行為。
吉兒上完夜班回家後，發現本該準備期末考的妹妹無故失蹤，種種跡象讓她深信是之前曾經綁架過她的歹徒再度找上門來！上次她勉強逃過一劫，然而這回卻因本人不在家而使妹妹遭綁。吉兒確信歹徒是衝著自己而來，因為只有她曾經歷過在樹林的深洞裡的恐怖回憶，歹徒想完成未完之事。
吉兒急向警方求助，堅稱這與上次企圖綁架她的是同一人所為。但被她「騷擾」過太多次的警探並不相信她的話，因一年前她被丟在樹林中被人發現，宣稱她被綁架且與其他女孩們一同囚禁在某個深洞裡。然而警方根據她的供詞進行搜索，卻完全找不到任何可疑的人事物，也找不到她所說的深洞，一切似乎只是她虛構出來的幻想。而後來一旦有女性失蹤，吉兒就找上警方，認定是同一歹徒再度犯案。而警方就是找不到證據。
警方認為凶手並不存在，茉莉只是一時失聯應該很快就會回家，對吉兒的報案不當一回事。但吉兒認定茉莉可能很快就會遭遇不測，心急如焚的她只能靠自己的力量，再度與夢魘周旋。然而離天黑只剩12小時了，她決心不顧危險，孤身追查妹妹的下落。先由鄰居口中探得蛛絲馬跡，循線找出案發現場的汽車，私自搜索車內，再持槍找出借用車子的人。一路上所使用的手段更令警方認定她偏執而危險，急著抓她歸案。她必須在與警方周旋之餘，一路追查自己所認定的真相。

## 演員
| 人物              | 人物            | 角色       | 角色       | 備註 |
| 中文名            | 英文名          | 角色中文名 | 角色英文名 | 備註 |
| ----------------- | --------------- | ---------- | ---------- | ---- |
| 阿曼达·西耶弗里德 | Amanda Seyfried | 吉兒       | Jill       |      |
| 賽巴斯汀·斯坦     | Sebastian Stan  |            | Billy      |      |
| 韋斯·賓尼         | Wes Bentley     |            | Peter Hood |      |
| 丹尼·辛積達       | Daniel Sunjata  |            | Powers     |      |

## 外部連結
- 《失蹤少女名單（页面存档备份，存于）》官方網站（英文）
- 互联网电影数据库（IMDb）上《Gone》的资料（英文）
- AllMovie上《Gone》的资料（英文）
- Box Office Mojo上《Gone》的資料（英文）
- 爛番茄上《Gone》的資料（英文）
- Metacritic上《Gone》的資料（英文）